# 17-я пехотная дивизия (Болгария)
17-я Штипская пехотная дивизия (болг. Седемнадесета пехотна щипска дивизия) — дивизия Вооружённых сил Болгарии времён Второй мировой войны.

## История
Дивизия образована в 1941 году: изначально в её состав вошли два батальона 13-го Рилского пехотного полка (две роты), 1-я рота 3-го Бдинского пехотного полка, 6-я дивизионная пулемётная группа, 4-е артиллерийское отделение 7-го артиллерийского полка и 1-я сборная разведывательная рота. Командовал дивизией полковник Борис Богданов, она подчинялась 1-му оккупационному корпусу. Расформирована дивизия была в июле 1942 года.
В сентябре 1943 года в Штипе дивизия была снова сформирована из 48-го Дойранского, 49-го Калиманского, 56-го Велешского пехотных полков, 17-го дивизионного артиллерийского полка, 17-го дивизионного транспортного взвода, 17-й дивизионной пулемётной группы, 17-й дивизионной противотанковой группы и 17-го дивизионного госпиталя. Дивизией командовал полковник Никола Алексиев, дивизия состояла в 5-й армии. В сентябре 1944 года дивизия приняла боевое крещение, вступив в бой с немецко-фашистскими войсками на линии Штип — Кочани, за Царево-Село и Бобошево, в тех боях она потеряла 31 человека убитым и 110 ранеными. 28 октября 1944 дивизия была окончательно расформирована.

## Командиры
| №  | Звание    | Имя             | Время                         |
| -- | --------- | --------------- | ----------------------------- |
| 1. | полковник | Борис Богданов  | 1941—июль 1942                |
| 2. | полковник | Никола Алексиев | сентябрь 1943—28 октября 1944 |